# Aphaenogaster ashmeadi
Aphaenogaster ashmeadi är en myrart som beskrevs av Carlo Emery 1895. Aphaenogaster ashmeadi ingår i släktet Aphaenogaster och familjen myror. Inga underarter finns listade i Catalogue of Life.

## Bildgalleri

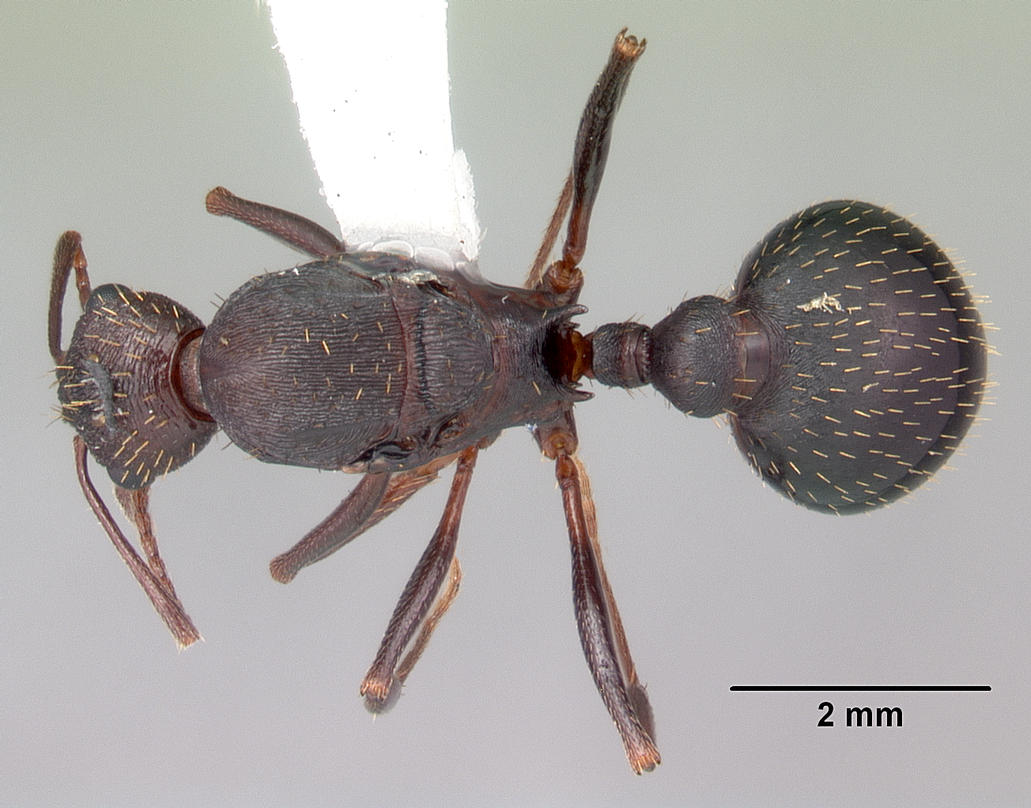
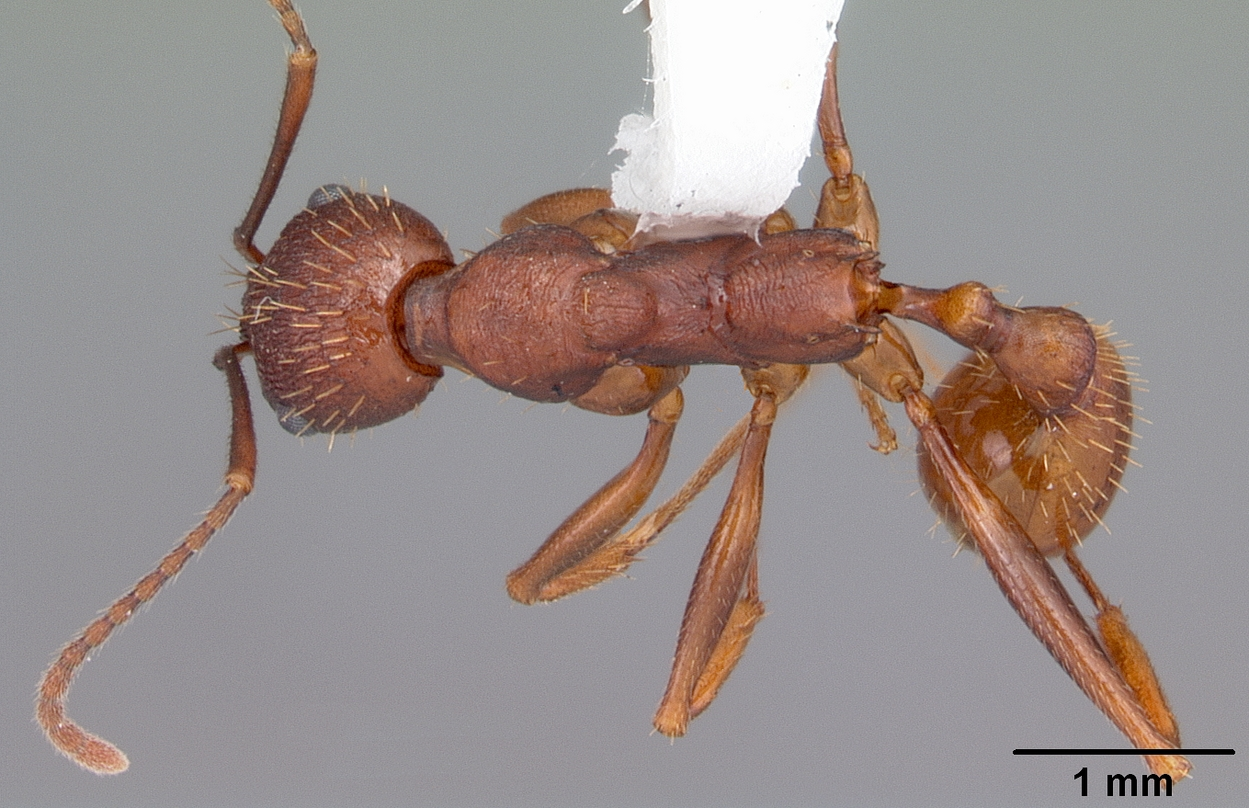
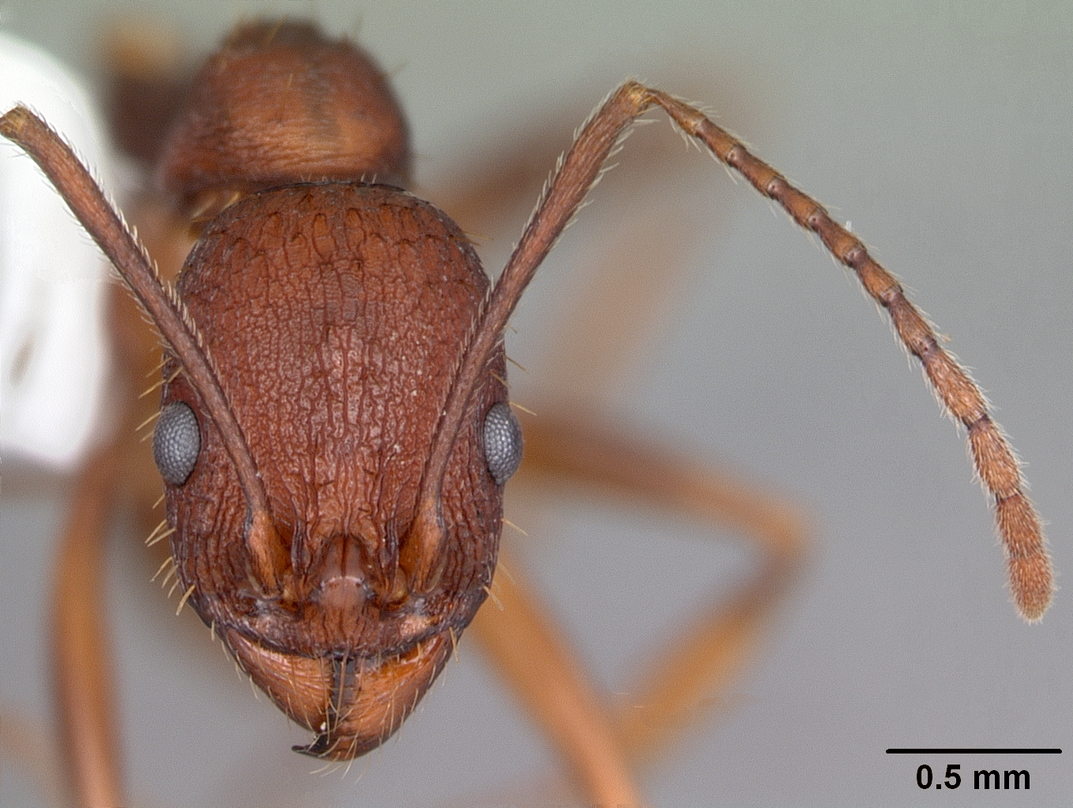
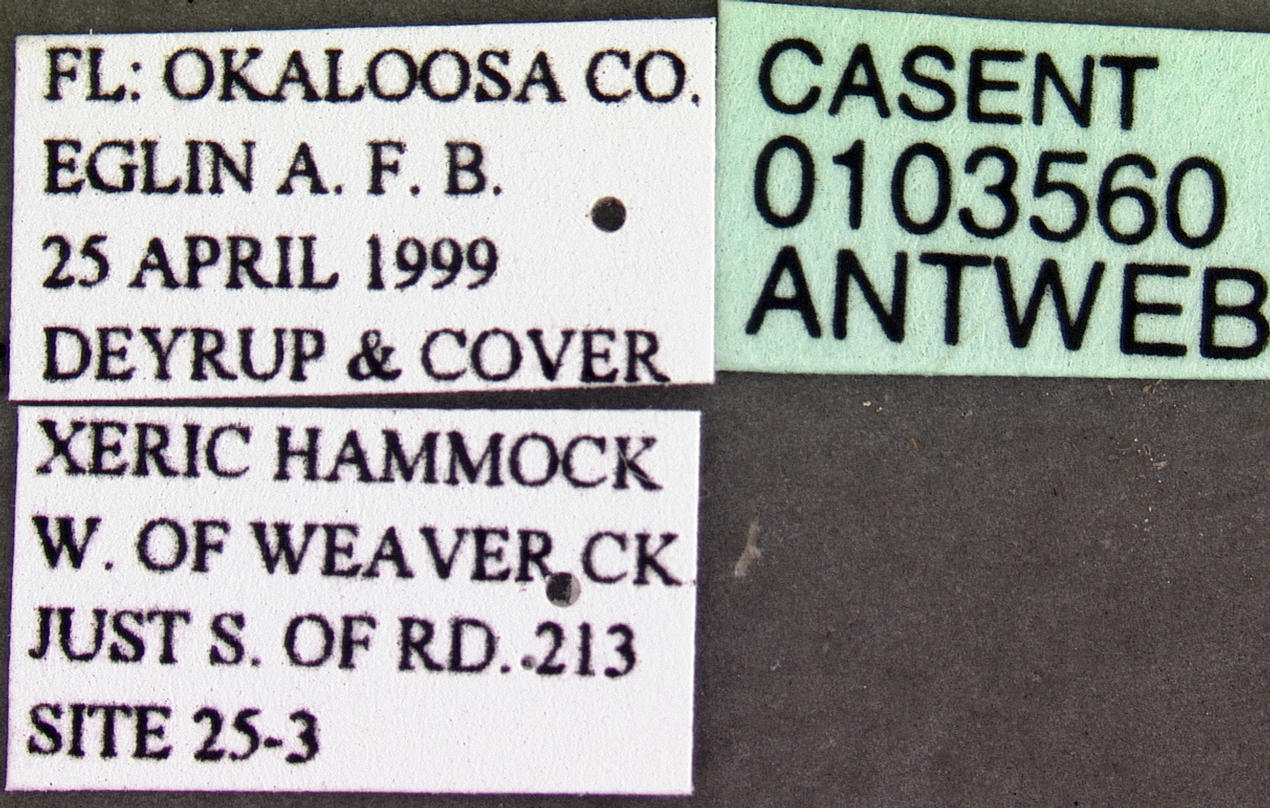
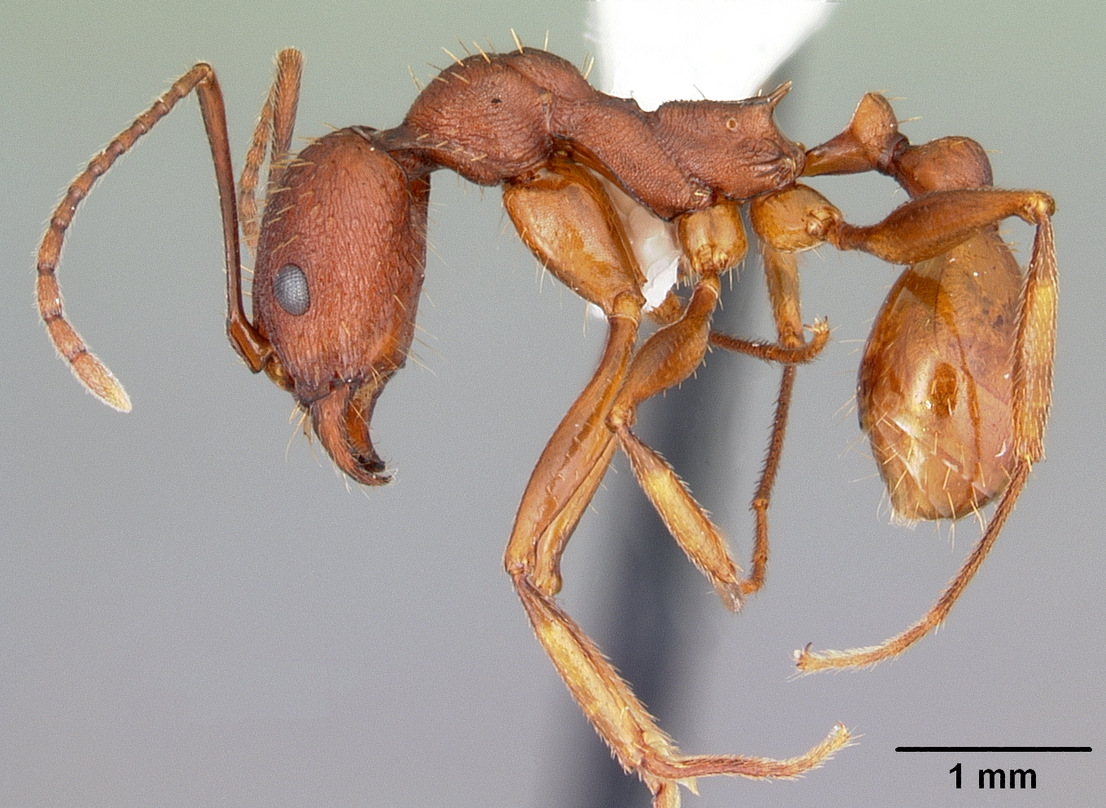
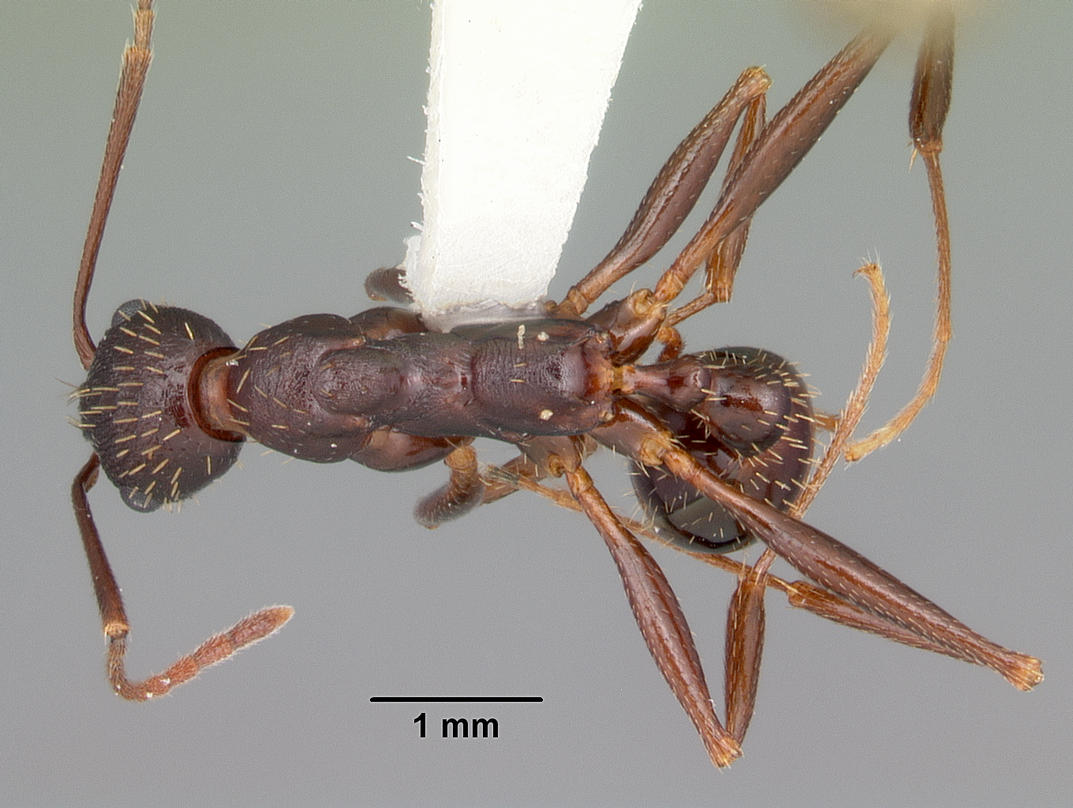